# Танцы давидсбюндлеров

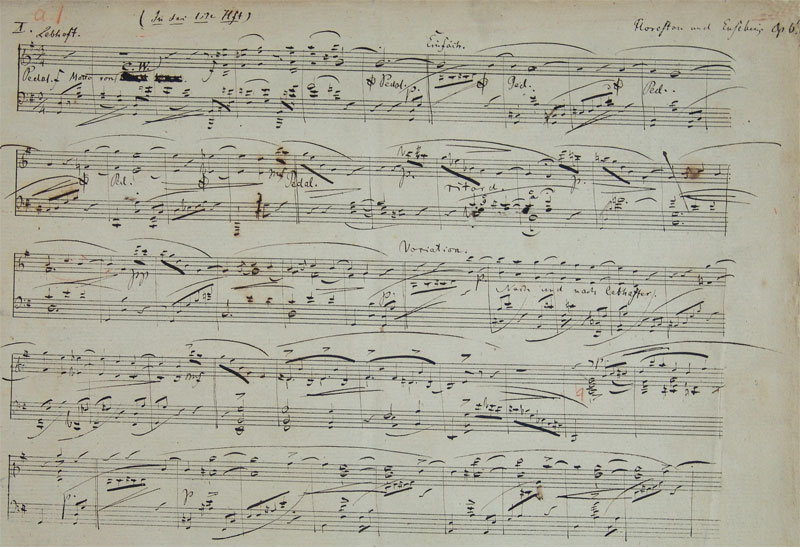
Первая страница авторской рукописи

Танцы давидсбюндлеров (нем. Davidsbündlertänze) Op. 6 — 18 пьес Роберта Шумана для фортепиано. Произведение написано в 1837 году (вторая редакция опубликована в 1850). Считается одной из лучших работ композитора, а также одним из выдающихся произведений эпохи романтизма. Давидсбюндлерами Шуман называл членов им же выдуманного музыкального сообщества Давидсбунд.
Основной темой для создания «Танцев давидсбюндлеров» послужила мазурка op.6 № 5 Клары Вик, будущей жены Шумана.
В фортепианных пьесах композитор также показал внутреннюю борьбу Эвзебия и Флорестана, двух вымышленных персонажей, представлявших два разных начала Шумана — лирическое и импульсивное. «Танцы давидсбюндлеров» построены в форме музыкального диалога между Эвзебием и Флорестаном. Авторство каждой из восемнадцати пьес Шуман приписывал одному из них, за исключением тех случаев, которые счёл необходимым подписать обоими именами.

## Музыкальная характеристика
Пьесы Шуман расставил в следующем порядке:
1. Lebhaft, соль мажор, Флорестан и Эвзебий;
2. Innig, си минор, Эвзебий;
3. Etwas hahnbüchen (первое издание), Mit Humor (второе издание), соль мажор, Флорестан;
4. Ungeduldig, си минор, Флорестан;
5. Einfach, ре мажор, Эвзебий;
6. Sehr rasch und in sich hinein (первое издание), Sehr rasch (второе издание), ре минор, Флорестан;
7. Nicht schnell mit äußerst starker Empfindung (первое издание), Nicht schnell (второе издание), соль минор, Эвзебий;
8. Frisch, до минор, Флорестан;
9. No tempo indication (первое издание), Lebhaft (второе издание), до мажор, Флорестан;
10. Balladenmäßig sehr rasch (первое издание), («Sehr» и «Molto» во втором издании), ре минор (заканчивается мажором), Флорестан;
11. Einfach, си минор-ре мажор, Эвзебий;
12. Mit Humor, си минор-ми минор и ми мажор, Флорестан;
13. Wild und lustig, си минор и си мажор, Эвзебий и Флорестан;
14. Zart und singend, ми-бемоль мажор, Эвзебий;
15. Frisch, си-бемоль мажор, Etwas bewegter, ми-бемоль мажор, Эвзебий и Флорестан;
16. Mit gutem Humor (во втором издании «Con umore»), соль мажор — Etwas langsamer, си минор; без перерыва плавно перетекает в следующую пьесу.
17. Wie aus der Ferne, си мажор и си минор, Флорестан и Эвзебий;
18. Nicht schnell, до мажор, Эвзебий.

## Исполнения
Полный цикл «Танцев давидсбюндлеров» исполняли многие известные пианисты, некоторые из концертов и студийных записей выходили на электронных носителях. Среди музыкантов, сыгравших произведение, можно назвать имена Алессандры-Марии Аммары, Михаила Воскресенского, Павла Егорова и других.